# Spencer Le Marchant Moore
Spencer Le Marchant Moore (* 1. November 1850 in Hampstead, London; † 14. März 1931 in Streatham, London) war ein britischer Botaniker und Pflanzensammler. Sein offizielles botanisches Autorenkürzel lautet „S.Moore“.

## Leben
Nach der Erlangung des Bachelor of Science in Botanik am University College London wurde Moore im Jahr 1872 Mitarbeiter an den Royal Botanic Gardens (Kew). Zwischen 1875 und 1880 veröffentlichte er, teilweise in Zusammenarbeit mit John Gilbert Baker, zahlreiche Artikel über Sammlungen aus dem nördlichen China, dem tropischen Afrika, den Maskarenen und einer Vielzahl von Gattungen der Orchideen und Akanthusgewächse im Journal of Botany. 1877 erschien im selben Journal der erste Beitrag der Artikelreihe Alabastra diversa, Beschreibungen und kritische Notizen betreffend Gattungen und Arten von Bedecktsamern, die mit Ausnahme des Zeitraums von 1880 bis 1899, fast jährlich bis zum Jahr 1929 fortgesetzt wurde. Von 1877 bis 1879 war er Redaktionsassistent von Henry Trimen beim Journal of Botany. Ein Zerwürfnis mit Joseph Dalton Hooker führte 1880 zur Kündigung von Moore bei den Royal Botanic Gardens (Kew) und ein Versuch einen Posten an der botanischen Abteilung des British Museum of Natural History zu erhalten, verlief erfolglos. In den darauffolgenden zehn Jahren wandte sich Moore der Zellbiologie von Pflanzen zu. Zu diesem Bereich veröffentlichte er eine Reihe von Artikeln, die unter dem Titel Studies in Vegetable Biology im Journal of the Linnean Society erschienen. Sie befassten sich mit den Themen Kontinuität des Protoplasmas, Wirkung von Licht auf die Bewegung des Protoplasmas und die Art des Kallus. Diese Artikel fanden jedoch nur wenig Beachtung. 
In den Jahren 1891 und 1892 nahm Moore an einer botanischen Expedition in den brasilianischen Bundesstaat Mato Grosso teil, wovon er mit einer großen Sammlung zurückkehrte. Die Beschreibung dieser Sammlung, die zahlreiche neue Gattungen und Arten enthält, wurde im Dezember 1895 unter dem Titel The Phanerogamic Botany of the Matto Grosso Expedition, 1891–92 in den Transactions of the Linnean Society veröffentlicht. Diese Publikation gilt als Moores Standardwerk.
Zwischen Dezember 1894 und Oktober 1895 nahm Moore an einer kleinen Expedition in die Region Goldfields-Esperance im Landesinneren von Western Australia teil. Die Reise führte ihn von Southern Cross bis nach Siberia Soak, über Goongarrie, Menzies, zum Mount Margaret, zur Bates Range, zum Lake Darlot und nach Coolgardie. Die Ergebnisse dieser Expedition beschrieb er 1899 im Beitrag Botanical Results and Observations on the Nature and Relations of the Desert Flora im Journal of the Linnean Society of London.
1898 wurde Moore als inoffizieller Teilzeitmitarbeiter von der botanischen Abteilung des British Museum of Natural History angenommen. Seitdem arbeitete er bis kurz vor seinem Tod kontinuierlich an den Herbarsammlungen des Museums. Sein Hauptinteresse galt den Familien der Korbblütler und der Akanthusgewächse aber auch der australischen Flora. Ferner beschäftigte er sich mit den Zweikeimblättrigen (Dicotylodon), über die er mehrere kritische Beschreibungen verfasste. Moore wirkte am siebenten Band des Werkes Flora of Jamaica: containing descriptions of the flowering plants known from the island von William Fawcett mit, das 1936 nach Fawcetts Tod von Alfred Barton Rendle veröffentlicht wurde.
Im Jahr 1875 wurde Moore Fellow der Linnean Society of London. Seine Sammlungen befinden sich in den Herbarien des Botanischen Gartens und Botanischen Museums Berlin-Dahlem, des Royal Botanic Garden Edinburgh, der Royal Botanic Gardens (Kew), des Missouri Botanical Garden, der Royal Botanic Gardens Victoria, des New York Botanical Garden, des Muséum national d’histoire naturelle, im Naturhistorischen Museum Wien und der Universidade Federal do Rio de Janeiro.

## Dedikationsnamen
Henry Trimen benannte im Jahr 1879 die Gattung Spenceria nach Moore mit Spenceria ramalana als einziger Art. Auch die Pflanzengattung Lemooria P.S.Short aus der Familie der Korbblütler (Asteraceae) ist nach ihm benannt.